# Tscherwona Ruta

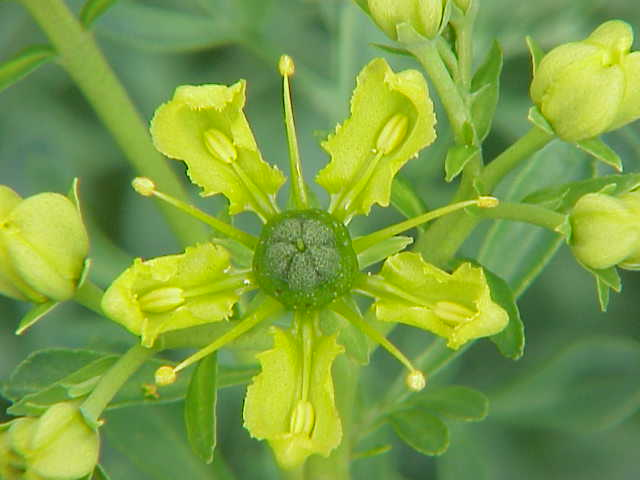
Blume der wohlriechenden Ruta

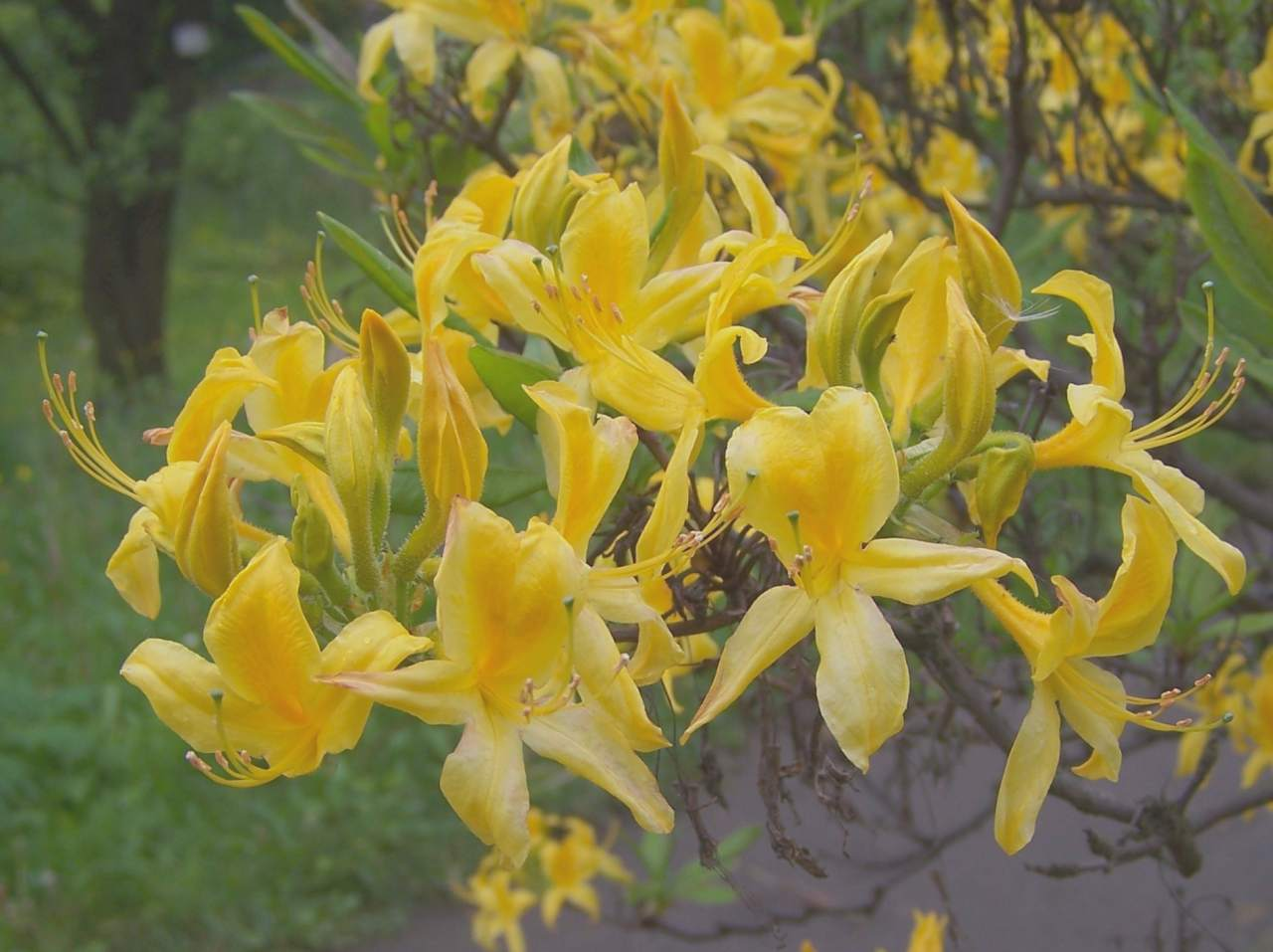
Gelber Rhododendron

Tscherwona Ruta (ukrainisch: Червона рута, Weinraute – eine wohlriechende Pflanze) – bezeichnet eine Blume, die in der ukrainischen Kultur mit dem Iwan-Kupala-Tag verbunden ist. Einer in den Karpaten und Bukowina verbreiteten Legende nach ist die Ruta eine gelbe Blume, die nur für ein paar Minuten in der Nacht von Ivan Kupala rot wird. Die Mädchen, die diese Blume finden, werden ihr Glück in der Liebe finden.

## Wissenschaftliche Erklärung
- Weinraute (Lateinisch: Ruta) – ist der Name einer Pflanze in der Familie der Rautengewächse. Es sind mehr als 60 Gattungen der Weinraute bekannt, die wild in verschiedenen Regionen wachsen: am Mittelmeer, Naher Osten, Zentralasien. Ein duftendes Gras wächst auf der Krim auf felsigen Abhängen. Die Weinraute (Ruta graveolens L.) ist die häufigste Gattung der Rauten, ein gräulich-grüner Halbstrauch, der bis zu 40 cm hoch wird. Ihre Blätter sind gefiedert zerschnitten, und sie hat eine Infloreszenz in der Staubwedel/Rispeform.
- Einer anderen Meinung nach bezeichnet Tscherwona Ruta einen goldenen und/oder gelben Rhododendron.